# 第一代哈伍德伯爵爱德华·拉塞尔斯
第一代哈伍德伯爵爱德华·拉塞尔斯（英语：Edward Lascelles, 1st Earl of Harewood，1740年1月7日—1820年4月3日），第一代哈伍德伯爵。他的继承人是他的次子，第二代哈伍德伯爵亨利·拉塞尔斯。

## 生平
拉塞尔斯是巴巴多斯高级海关官员爱德华·拉塞尔斯 (Edward Lascelles) 的儿子。在他的堂兄，第一代哈伍德男爵埃德温·拉塞尔斯去世后，由于埃德温·拉塞尔斯没有子嗣，所以拉塞尔斯继承了在西印度群岛通过海关职位和奴隶贸易赚来的家族财富。他把自己的大部分财产都投入到了美术品中。1799年，他（或他的直系亲属福利信托）被估计为英国第三富有的小家庭单位，拥有290万英镑的财富（相当于2019年的2.87亿英镑）。

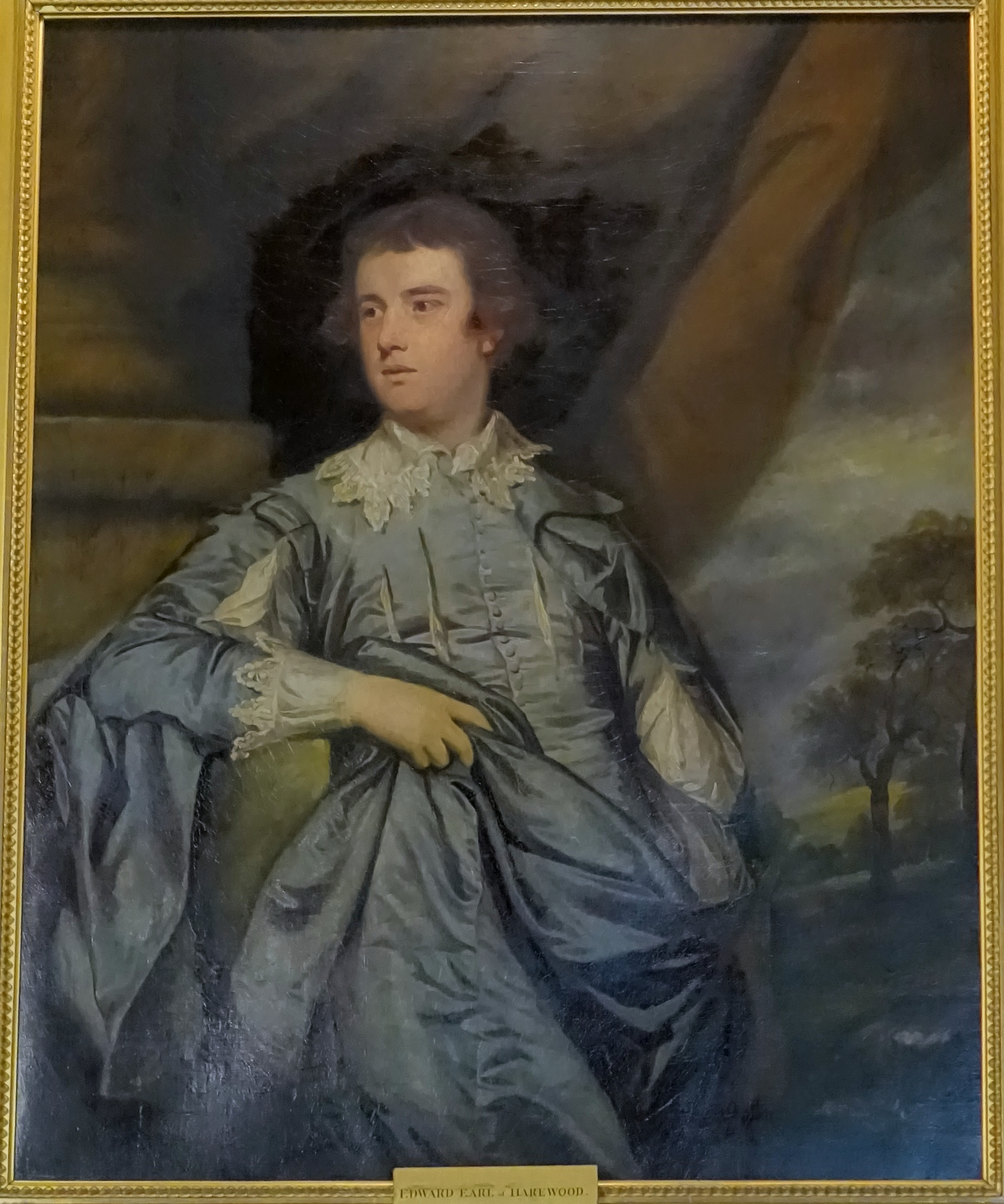
第一代哈伍德伯爵爱德华·拉塞尔斯

1761年至1774年和1790年至1796年，他担任 诺萨勒顿的辉格党议员。1796年，他被提升为约克郡哈伍德男爵的爵位。1812年，他在约克郡被封为拉塞尔斯子爵和哈伍德伯爵。